# Ziti

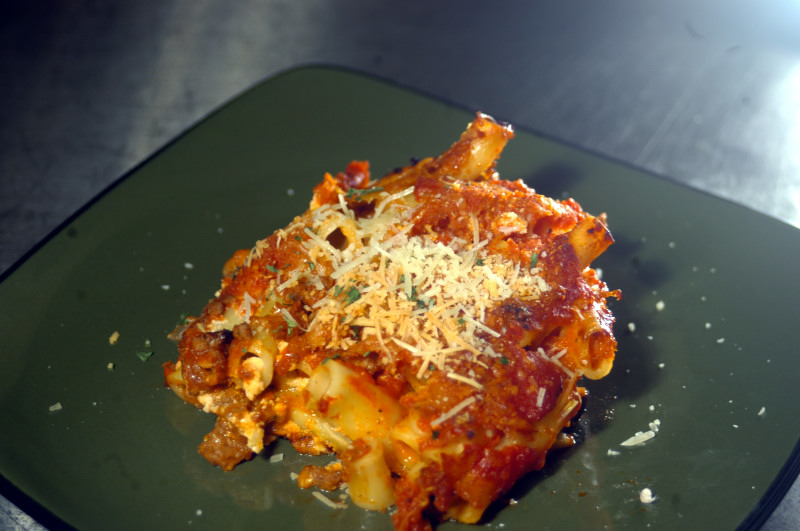
Ziti al forno.

Los ziti [ˈdziːti] (singular: zito) son un tipo de pasta italiana de grano duro, de forma cilíndrica (parecidos a los macarrones) y con la superficie lisa (no estriada, como la de los rigatoni o tortiglioni). Se trata de una pasta muy empleada en los platos de Italia del sur.

## Usos
Se emplea en la elaboración de ciertas lasañas y en la decoración de platos de ensaladas. 
Se la conoce como la pasta de los novios, de hecho la palabra "ziti" significa recién casados en el dialecto napolitano.  
Antiguamente la preparación comenzaba antes del matrimonio, y finalizaba en la misma fiesta de la boda, donde era tradición servirla y, a modo broma, los novios la consumieran sin usar los cubiertos. Esto sigue siendo una tradición habitual en algunas zonas de Sicilia y Nápoles. 